# 我也不知道誰才是真愛
《我也不知道誰才是真愛》是創作的日本漫畫。開始連載於2021年8月27日發售的《月刊COMIC CUNE》2021年10月號。已於2022年4月發售第1冊單行本，並發表有聲漫畫。

## 登場人物
空池芽依（配音：健屋花那）
女大學生。
莉莉（配音: 高野麻里佳）
真理亞（配音：中村環奈）
心理學科教授。
湊（配音: 花守由美里）
劇團成員。
甘花（配音: 野村香菜子）

## 出版書籍
| 冊數 | KADOKAWA       | KADOKAWA           |
| 冊數 | 發售日期       | ISBN               |
| ---- | -------------- | ------------------ |
| 1    | 2022年4月27日  | ISBN 9784046813220 |
| 2    | 2022年12月27日 | ISBN 9784046817853 |
| 3    | 2023年8月25日  | ISBN 9784046828040 |
| 4    | 2024年6月27日  | ISBN 9784046837363 |

## 外部連結
- どれが恋かがわからない （页面存档备份，存于）（日語）